# نسرين الشاد
 نسرين الشاد (ولدت في 13 مارس 2003) هي لاعبة كرة قدم مغربية، تلعب في مركز الدفاع في نادي ليل الفرنسي والمنتخب النسوي.

## مسيرتها الكروية
ولدت نسرين في سانت إتيان. من أبوين من مدينة مكناس بالمغرب.
قبل أن تكرس نفسها بشكل نهائي لممارسة كرة القدم ، لعبت التنس لمدة ست سنوات. اختارت كرة القدم في النهاية منذ أن كانت في الثانية عشرة من عمرها.

## الإنجازات
المغرب
- كأس أفريقيا للسيدات :
  -  الوصافة : 2022

فردية
- جائزة أفضل لاعبة صاعدة إفريقية : 2023[4]